# 利亚米纳·泽鲁阿勒
利亚米纳·泽鲁阿勒（法語：Liamine Zéroual；阿拉伯语：‎； 柏柏尔语: Lyamin Ẓerwal；1941年7月3日—），曾于1994年至1999年间担任第四任阿尔及利亚总统。

## 个人经历
泽鲁阿勒出生在巴特纳，1957年16岁时加入阿尔及利亚民族解放军，反抗法国殖民统治。阿尔及利亚独立后，他先赴开罗进修受训，1965年被派往苏联学习，归国后提升为炮兵军官，1974年晋升为炮兵上尉，随后又赴法国学习。1975年，归国升为少校，任巴特纳军事学校校长。不久晋为中校，然后在1981年任谢尔军校校长。1982年任塔曼拉塞特军区司令员，1984年6月,他指挥了摩洛哥和阿尔及利亚在边境地区的军事冲突，1988年成为陆军总司令，然后在1989年，他因为不同意总统沙德利·本·杰迪德的关于改组军队的建议后，于1990年退出军界，被流放到罗马尼亚当大使。
1993年7月，泽鲁阿勒被召回国，10月，接替哈立德·内扎尔成为国防部长，1994年1月26日，最高国务委员会宣布解散，恢复总统制，泽鲁阿勒任总统兼国防部长。
1995年至1997年间，阿尔及利亚完成修宪公投，通过政党法并先后举行总统、立法、地方及民族院（参议院）的选举，各级政权建设基本完成。泽鲁阿勒在1995年阿尔及利亚总统大选中以61%的得票率当选为阿尔及利亚总统，任期内积极推动国内各势力之间的和平谈判，曾两次到监狱与被关押的反对派领导人进行面对面的会谈，创造了和平谈判的基础。
1998年9月11日，泽鲁阿勒宣布缩短自己的总统任期提前卸任，将本应于2000年举行的总统选举提前至1999年4月15日举行。随后，阿卜杜勒-阿齐兹·布特弗利卡在1999年阿尔及利亚总统大选中以73.76%的得票率当选新总统。